# زادوبژه (استان پودلاسکی)
زادوبژه (به لهستانی:  Zadobrze) یک روستا در لهستان است که در گمینا چیخانوویتس واقع شده‌است. زادوبژه ۸۰ نفر جمعیت دارد.